# Oberstwachtmeister

Obristwachtmeister des österreichischen Deutschmeister-Regiments von 1710

Der Oberstwachtmeister (im 17. und 18. Jahrhundert Obristwachtmeister) war früher der Offizier, der – wie der Feldwebel bei der Kompanie – die wirtschaftlichen und Garnisonsverhältnisse eines Regiments zu regeln hatte. 
Der Oberstwachtmeister wurde dann durch den Major abgelöst. Vielfach war es allerdings noch üblich, den Major als „Herr Oberstwachtmeister“ anzureden.
Später wandelte sich der Obristwachtmeister/Oberstwachtmeister in einen regulären Dienstgrad, dessen Dienststellung die eines stellvertretenden Regimentskommandeurs war und der auch bei entsprechender Eignung oder bei Bedarf als Regimentskommandeur eingesetzt werden konnte – so z. B. der Obristwachtmeister Khantz, der 1642 in der Schlacht bei Breitenfeld als Kommandant des Cürassier-Regiment Braida gefallen ist.  